# Interamma sulawesiensis
Interamma sulawesiensis är en insektsart som beskrevs av Van Stalle 1987. Interamma sulawesiensis ingår i släktet Interamma och familjen Derbidae. Inga underarter finns listade i Catalogue of Life.